# Mielichhoferia gracilis
Mielichhoferia gracilis är en bladmossart som beskrevs av Brotherus in Herzog 1916. Mielichhoferia gracilis ingår i släktet kismossor, och familjen Bryaceae. Inga underarter finns listade i Catalogue of Life.